# Obstrucció tubàrica definitiva
L'obstrucció tubàrica definitiva, mètode Essure o dispositiu Essure és un mètode anticonceptiu d'esterilització, per tant permanent, femení, que es du a terme mitjançant una intervenció quirúrgica a la qual s'introdueixen dos dispositius d'uns quatre centímetres de llarg, un a cadascuna de les trompes de Fal·lopi, de manera que les obstrueixen definitivament. Això fa que augmenti el gruix del teixit de les trompes fins a obstruir-les de tal manera que els espermatozoides es veuen impossibilitats de passar-hi per viatjar cap als òvuls. Cal que sigui un cirurgià professional qui introdueixi el dispositiu per via vaginal en cada una de les trompes.
El dispositius produeixen una inflamació localitzada de les trompes de tal manera que es clou el pas dels espermatozoides, i la naturalesa de la inflamació fa que el procediment, igual que ocorre amb la lligadura de trompes, sigui irreversible: una dona sotmesa a aquesta mena de cirurgia no podrà mai més engendrar fills, encara que més endavant canviï d'opinió i en vulgui.
La seva eficàcia és del 99,8 per cent, és a dir que, de cada cent dones amb lligadura de trompes, hi ha 0,2 embarassos en un any.
Hi ha milers de casos a tot el món de dones que després de l'implant sofreixen múltiples problemes de salut: forts dolors abdominals, mals de cap gres, sagnats, etc. El cos, en molts d'aquests casos, reacciona de forma autoimmunitària, rebutjant l'implant. I l'extracció de l'implant és molt complexa, ja que en molts casos la molla es trenca durant el procediment quirúrgic. Es pot trobar més informació sobre aquests problemes al documental de Netflix El lado oscuro del bisturí (2018).